# Пискијарано (Пескара)
Пискијарано (итал. Pischiarano) је насеље у Италији у округу Пескара, региону Абруцо.
Према процени из 2011. у насељу је живело 56 становника. Насеље се налази на надморској висини од 208 м.